# Armádní muzeum Žižkov (budova)
Budova Armádního muzea Žižkov stojí na Žižkově v Praze v ulici U Památníku pod vrchem Vítkov. Sídlí zde Muzeum odboje a armády ČR. Je chráněna jako nemovitá kulturní památka České republiky.

## Historie
Budova muzea a vojenského archivu byla postavena v letech 1926–1930 ve stylu klasicizující moderny podle projektu architektů Jana Zázvorky a Jana Gillara. Areál vznikl jako provozní zázemí nově budovaného Památníku národního odboje.

## Popis

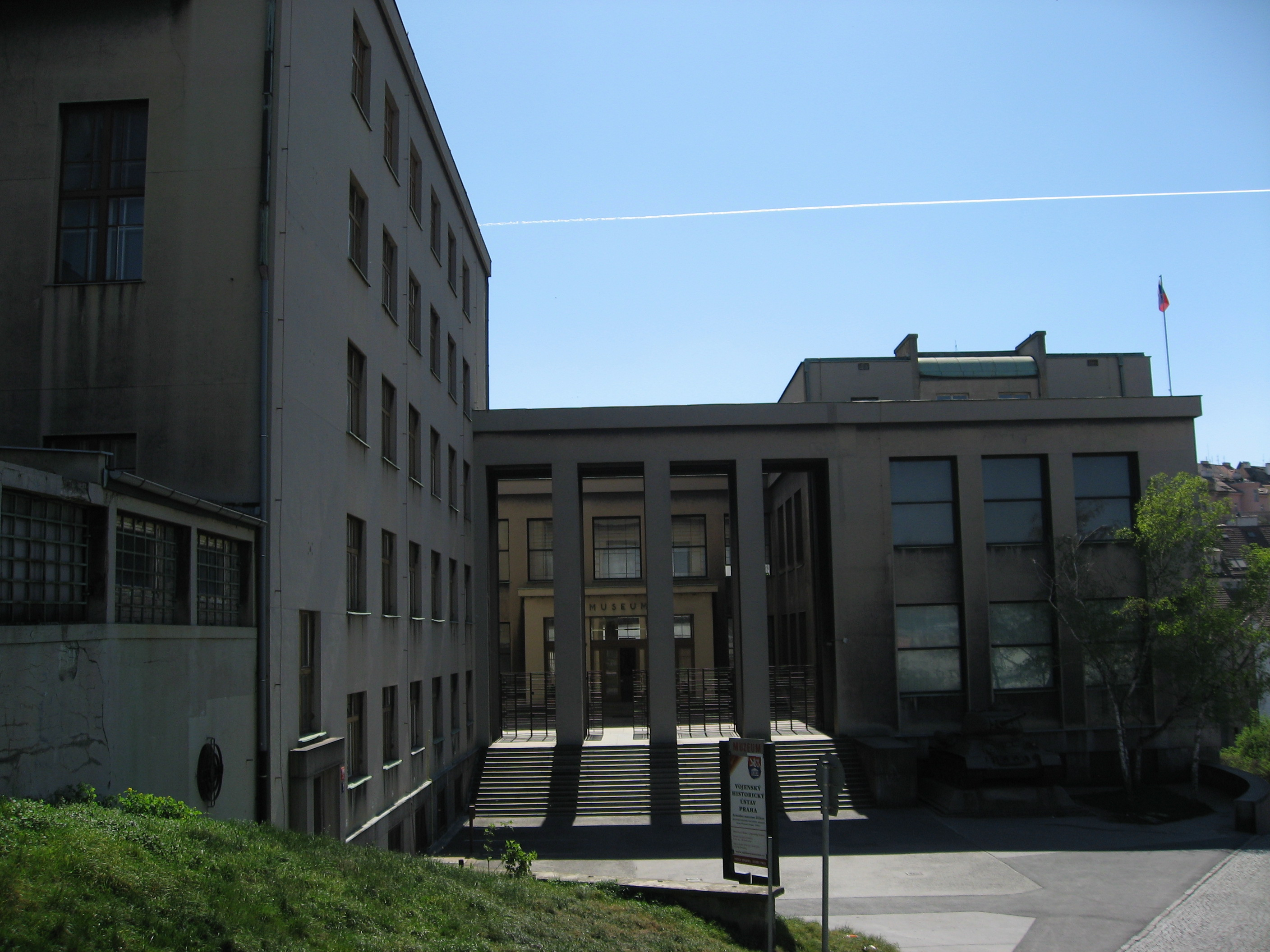
vstup do muzea

Areál je tvořen dvěma objekty - muzejní částí postavenou ve tvaru písmene „U“ a na ní kolmo navazující administrativní částí. Obě stavby jsou seskupené kolem vnitřního prostorného nádvoří.
Přístup do areálu je od severovýchodu od svahu Vítkova. Nádvoří je zde otevřeno vysokým loubím, které přímo navazuje na křídlo muzea. Budovy mají různý počet podlaží. Průčelí jsou členěna pravidelným rastrem rozměrných okenních otvorů a mají hrubou režnou omítku.
Objekty jsou zastřešeny velmi nízkou valbovou střechou a při běžném pohledu se jeví jako ploché.